# Cantando
Cantando is een muziekalbum van de Zweedse pianist Bobo Stenson met zijn trio. Het album is opgenomen in de Auditoria Radio Svizzeria in Lugano. Hij vertolkt op het album jazzmuziek pur sang, maar ook bewerkte muziek uit de klassieke muziek.

## Musici
- Bob Stenson – piano
- Anders Jormin – contrabas
- Jon Fält – slagwerk

## Composities
1. Olivia (Silvio Rodríguez) (arr. Jormin) (6:38)
2. Song of Ruth (Petr Eben) (arr. Stenson / Jormin) (6:42)
3. Wooden Church (Jormin) (7:01)
4. M (Jormin) (7:59)
5. Chiquilin de Bachin (Ástor Piazzolla / Horacio Ferre) (arr. Jormin) (8:04)
6. Pages (Stenson / Jormin / Fält) (13 :40)
7. Don’t kora song (Don Cherry) (5:08)
8. A fixed Goal (Ornette Coleman) (4 :12)
9. Love, I’ve found you (Connie Moore /Danny Small) (3:12)
10. Liebesode (Alban Berg)
11. Song of Ruth (Petr Eben) (arr. Stenson / Jormin) (6:47)